# 215-я моторизованная дивизия
215-я моторизованная дивизия РККА — формирование Вооружённых сил СССР в период Великой Отечественной войны.

## Формирование
215-я моторизованная дивизия была сформирована марте 1941 года на базе 15-й мотострелковой бригады, передислоцированной из Львова. 
215-я моторизованная дивизия входила в состав 22-го механизированного корпуса 5-й армии Киевского Особого Военного Округа.
Дивизия расформирована 19 сентября 1941 года.

## Командование
- Командир — полковник Барабанов, Павлин Андреевич. 11.03.1941 - 19.09.1941
- Начальник штаба — полковник Панов, Николай Иванович.
  - Начальник оперативного отделения штаба — майор Хорошев, Пётр Иванович (??.03.1941-01.08.1941).
- Заместитель по политической части — старший батальонный комиссар Гумеров, Гали Хазигалиевич (23.05.1941-19.09.1941).
  - Заместитель начальника отдела политпропаганды — батальонный комиссар Мартыненко, Сергей Васильевич (20.03.1941-19.09.1941).
- Начальник инженерной службы — майор Горбачёв, Сергей Тимофеевич (умер от ран 01.08.1941).
- Начальник химической службы — майор Карнаухов, Григорий Иванович (пропал без вести в 1941 г.).

## Состав
- Штаб дивизии — г. Ровно
- 707 мотострелковый полк -в/ч 2811 (подполковник Микиртичев, Варткес Амеякович, погиб 02.07.1941).
- 711 мотострелковый полк -в/ч 2817 (полковник Сладков, Алексей Иванович, погиб 30.07.1941).
- 133 танковый полк -в/ч 2866 (полковник Загудаев, Николай Александрович, погиб 03.07.1941. С 15 августа 1941 г. майор Белозеров, Фёдор Михайлович).
- 667 артиллерийский полк -в/ч 2842
- 41 отдельный истребительно-противотанковый дивизион -в/ч 2933
- 211 отдельный зенитно-артиллерийский дивизион -в/ч 2924
- 284 разведывательный батальон -в/ч 2884
- 386 легко-инженерный батальон -в/ч 2910
- 585 отдельный батальон связи -в/ч 2900
- 213 артиллерийский парковый дивизион -в/ч 2990
- 359 медико-санитарный батальон -в/ч 2982
- 677 автотранспортный батальон -в/ч 2993
- 158 ремонтно-восстановительный батальон -в/ч 2988
- 35 рота регулирования -в/ч 2997
- 465 полевой хлебозавод -в/ч 2985
- 742 полевая почтовая станция
- 557 полевая касса Госбанка

## Численность
Бронетанковый состав на 22.06.1941:
| БТ  | Т-26 | Химические | Итого    | БА |
| --- | ---- | ---------- | -------- | -- |
| 129 | ?    | ?          | 50 / 129 | 7  |

Обозначения: «?» — количество неизвестно; «-» — данных нет; «/» — по разным источникам.
Артиллерийский состав на 22.06.1941:
| 76-мм. пушка | 37-мм. МЗА | 152-мм. гаубицы | 122-мм. гаубицы | 82-мм. миномёты | 50-мм. миномёты |
| ------------ | ---------- | --------------- | --------------- | --------------- | --------------- |
| 8            | 4          |                 | 24              | 12              | 60              |

Автотранспортный состав на 22.06.1941:
| Автомобили | Трактора | Мотоциклы |
| ---------- | -------- | --------- |
| 405        | 62       |           |